# Schweizerische Schachzeitung
Die Schweizerische Schachzeitung (SSZ) ist das offizielle Organ des Schweizerischen Schachbundes.
Die erste Ausgabe erschien im Oktober 1900, womit die SSZ eine der derzeit ältesten noch publizierten Schachzeitschriften ist. Die SSZ erschien bis 2009 elfmal, seither achtmal im Jahr mit einer Auflage von 8000 Exemplaren und umfasst in etwa 40–50 Druckseiten. Sie enthält unter anderem Rubriken zum Fernschach und zur Schachkomposition. Da die SSZ eine Schweizer Zeitschrift ist, enthält sie Artikel sowohl in deutscher als auch in französischer und italienischer Sprache. Chefredakteur ist Markus Angst, einer der Schachschiedsrichter im Weltmeisterschaftskampf 2004 zwischen Wladimir Kramnik und Péter Lékó.